# Калиник Амасийски
Калиник (на гръцки: Καλλίνικος, Калиникос) е гръцки духовник, митрополит на Вселенската патриаршия.

## Биография
Роден е на Крит. Служи като втори патриаршески дякон. През април 1813 година е избран и по-късно е ръкоположен за доростолски и браилски митрополит. През март 1821 година е избран за дидимотейски митрополит. През септември 1835 година е избран за амасийски митрополит. Умира на 5 март 1847 година.